# Robert Traylor
Pour les articles homonymes, voir Traylor.
Robert Traylor, né le 1er février 1977 à Détroit dans le Michigan et mort le 11 mai 2011 à Carolina (Porto Rico), est un joueur américain de basket-ball. Il évoluait au poste de pivot.

## Biographie
Malgré une très bonne carrière universitaire au sein des Michigan Wolverines, Traylor n'a jamais confirmé sa réputation au niveau professionnel en NBA. Sa carrière a été émaillée par des problèmes de poids et de santé, et c'est à la suite d'un examen médical insatisfaisant qu'il est évincé des Nets de New Jersey en 2005, ce qui le force à poursuivre sa carrière hors des États-Unis.
Il a été retrouvé mort chez lui le 11 mai 2011, probablement d'une crise cardiaque.